# Résiliation des contrats en France
 (avril 2022).
Si vous disposez d'ouvrages ou d'articles de référence ou si vous connaissez des sites web de qualité traitant du thème abordé ici, merci de compléter l'article en donnant les références utiles à sa vérifiabilité et en les liant à la section « Notes et références ».
En droit, la résiliation est le fait de rompre les effets d'un contrat de prestation de service à partir d’une date donnée sans annuler ce qui a déjà été exécuté, contrairement à la résolution qui efface les effets du contrat à son origine. Il existe trois types de résiliation : la résiliation amiable, la résiliation de plein droit et la résiliation judiciaire.
On distingue la résiliation de la résolution en ce que la résolution s'applique au contrat synallagmatique comme la vente d’un bien ou les obligations réciproques des parties qui sont remises dans l'état où elles se trouvaient avant la rencontre des volontés alors que la résiliation arrête les effets des contrats à échéances successives dont l'exécution des obligations est continue, ce qui exclut la rétroactivité, qui serait dans ce cas la nullité du contrat.
La résiliation des contrats de prestation de service fait l'objet d'une attention systématique du législateur et des tribunaux en ce qu'elle oppose le plus souvent des parties de puissance économique inégale à l'instar du bailleur et du preneur en matière de résiliation des baux d'habitation, de l'assureur et de l'assuré en matière de résiliation du contrat d'assurance, de l'abonné et de l'opérateur en matière de résiliation d'abonnement internet ou de résiliation de forfait mobile. 
En France, la résiliation des contrats de prestation de services peut présenter des difficultés pour certains consommateurs. Selon une étude menée par Ipsos en 2021, 31 % des personnes interrogées ont déclaré avoir conservé des abonnements en raison de la complexité du processus de résiliation. 
Pour répondre à cette problématique, certaines entreprises ont développé des services en ligne visant à simplifier la gestion des contrats. 

## Résiliation d'un abonnement à Internet et résiliation d'un forfait mobile.
En matière de contrats de services de communications électroniques les articles L.121-83 et L.121-84 du code de la consommation qui incluent la Loi Chatel au code de la Consommation sont le siège de la matière.
Il résulte de la combinaisons de ces articles que :
- en cas de modification du contrat le consommateur peut exiger l'application des conditions initiales jusqu'au terme de la durée contractuelle ou résilier sans frais. La répercussion par les opérateurs de la hausse de la TVA sur le montant des abonnements au premier trimestre 2011 constitue une excellente illustration de la mise en application de l'article L.121-84 du code de la Consommation. En effet, l'opérateur SFR qui avait annoncé son projet de répercuter la hausse de la TVA sur le montant des abonnements sans permettre aux abonnés de résilier s'est vu rappelé à l'ordre par la Direction générale de la concurrence, de la consommation et de la répression des fraudes qui a confirmé que la résiliation pour modification unilatérale du contrat par l'opérateur permettait à l'abonné de résilier sans frais ;
- le consommateur a la possibilité de résilier par anticipation le contrat à compter de la fin du douzième mois moyennant le paiement par le consommateur d'au plus le quart du montant dû au titre de la fraction non échue de la période minimum d'exécution du contrat.

## Résiliation d'un contrat d'assurance
Les contrats d'assurance sont généralement renouvelés par tacite reconduction. L'assuré et l'assureur peuvent dénoncer le contrat à chaque échéance anniversaire en respectant un préavis de deux mois. Mais aussi en vertu de la loi Chatel, il incombe à l'assureur d'informer les assurés de la tacite reconduction du contrat et de leur faculté de résiliation à chaque avis d'échéance annuelle. Si cet avis d'échéance est reçu moins de 15 jours avant la fin de la période de résiliation, ou après cette date, l'assuré dispose d'un nouveau délai de 20 jours pour demander la résiliation de son contrat. Si ces dispositions ne sont pas respectées par l'assureur l'assuré peut résilier son contrat gratuitement à tout moment. La loi Chatel ne s'applique pas lorsque le contrat est un contrat de groupe.
En France, le code des assurances prévoit également une résiliation possible pour l'assureur après chaque sinistre. En cas de disparition ou de modification du risque assuré, par exemple en cas de décès pour un contrat d'assurance sur une personne, le contrat prend naturellement fin. Les contrats d’assurance vie, les contrats de groupe et les autres opérations collectives sont expressément exclus du dispositif de renouvellement des contrats d’assurance.
Par déclaration en date du 11 avril 2011, Madame le ministre de l'Économie Christine Lagarde a fait part de son intention d'introduire un délai de résiliation unique pour toutes les polices d'assurance.

## Jurisprudence
Il est loisible au consommateur de saisir le juge de proximité et d'obtenir la condamnation du cocontractant en cas de refus de résilier le contrat.
Par jugement en date du 16 décembre 2010, dans une instance Hirch c/ Numericable, le tribunal de Vanves a condamné l'opérateur Numericable à verser 300 euros de dommages-intérêts pour avoir méprisé les dispositions de la loi Chatel en dédaignant la demande de résiliation d'un abonné en période d'engagement. À l'appui de sa condamnation, le juge de Vanves confirme la validité de la résiliation notifiée par une société tierce et reproche à Numericable de n'avoir pas hésité à faire intervenir un cabinet de recouvrement de créances pour obtenir le paiement de factures alors que l'abonnement était bien résilié.
À rapprocher de la décision en date du 13 avril 2011, rendue par la juridiction de proximité de Bressuire (Deux-Sèvres), dans une instance Grellier c/ SFR où le tribunal d'instance a estimé que le demandeur, qui avait procédé à la résiliation de son abonnement pour « difficultés de connexions » et « justifie avoir retourné son matériel à SFR » par le service fourni par une société tierce, était, par suite, fondé à demander réparation à SFR de son préjudice moral pour "facturation injustifiée". À la faveur de cette décision, le juge de proximité condamne l'opérateur SFR à 100 euros de dommages-intérêts pour avoir émis des mises en demeure injustifiées.
Par jugement en date du 22 mars 2011, les frais d’activation à perception différée stipulés aux conditions générales de vente de l’offre “triple play” de Free ont été jugés comme un simple déplacement sémantique destiné déguiser des frais de résiliation contraires à la Loi Chatel et au Code de la Consommation.
L’association UFC-Que choisir a obtenu la qualification de clause abusive à l'encontre de cette disposition du contrat de Free dont le Tribunal de grande instance de Paris a ordonné le retrait par décision en date du 22 mars 2011.
La Cour de Cassation s'est prononcée, à son tour, sur la question des frais de résiliation, par décision en date du 2 juillet 2014, en effet, la première chambre civile a confirmé le principe de résiliation pour motifs légitimes d'un abonnement dont l'opérateur a modifié unilatéralement les conditions générales et les hauts magistrats ont déclaré nuls les frais de résiliation supportés par l'abonné .